# Costa Rica (Sinaloa)
Costa Rica es una ciudad ubicada en el municipio de Culiacán en el estado mexicano de Sinaloa, la ciudad ocupa el segundo puesto de población en el municipio mientras que en el estado ocupa el noveno.    
Es una ciudad que ha tenido un crecimiento poblacional importante desde 1950 a la fecha. Sus colindancias son: al norte con la sindicatura de Las Tapias y la ciudad de Culiacán Rosales; al oeste con la ensenada de Pabellones, al noroeste con el municipio de Navolato y al sureste con el municipio de El Dorado.
Está localizada a los 24°35' de latitud norte y 107°23' de longitud oeste. Su elevación sobre el nivel del mar es de 21.11 metros. De los 58 092 km² con los que cuenta el estado de Sinaloa, 4758.9 km² corresponden al municipio de Culiacán, y de ellos 450 km² pertenecen a la sindicatura de Costa Rica, que se ubica 25 km de la capital sinaloense. 
Su relieve es plano y semiplano. Los suelos son tipo barrial, aptos para la agricultura. A diferencia de otras comunidades, la sindicatura no cuenta con ríos, arroyos o manantiales naturales, salvo la laguna de Chiricahueto, bañada por las aguas de la ensenada de Pabellones. Sin embargo se abastece de agua de diversos diques y canales que reciben líquido del río Culiacán, el cual vierte parte de sus aguas sobre el canal principal oriental.

## Clima
La temperatura media anual es de 24 °C con máximas de 40 a 42 °C. En verano las precipitaciones alcanzan hasta 640 milímetros favoreciendo la explotación agrícola, como la caña de azúcar, tomate, chile, berenjena, pepino, calabaza y cereales, maíz y arroz, así como también leguminosas como fríjol y cártamo. La ciudad está enclavada en un valle muy fértil, como lo es el valle de Culiacán.

## Toponimia
Su nombre se debe a la riqueza de sus tierras y los magníficos rendimientos de la caña.

## Historia
Su fundación inicia con la instalación del ingenio azucarero Antonio Rosales y la construcción de la presa Sanalona, en el año 1946.
Fue en agosto de 1945, en la Ciudad de México, cuando el notario público Manuel Borja Soriano, dio fe del nacimiento de la Central Sanalona S.A., teniendo como principales accionistas a Manuel Suárez, Jorge Almada Salido, Antonio Haas, Roberto Avendaño y el general Juan José Ríos. En el predio San Rafael, propiedad de Manuel J. Clouthier, fue el área que se encontró con las características deseadas para instalar la Central Sanalona y ahí adquirieron 10 000 hectáreas mediante crédito obtenido por Nafinsa por 6 millones de pesos.
En 1946 se le compró equipo y maquinaria a la empresa estadounidense Fulton Iron Works, a B. Parra S.A. se le contrató para el armado e instalación y a la Impulsora de Fomento Agrícola S.A. se le encargó desmontar los terrenos. 
En 1948 se concluyó la construcción y se probó el equipo y maquinaria del Ingenio Central Sanalona con el que inmediatamente después se produjeron 106.57 toneladas de azúcar. 
En el año 1946, el presidente Miguel Alemán Valdez inauguró las instalaciones.
El día 9 de octubre de este mismo año, esta comunidad es elevada al rango de Sindicatura por el Honorable Ayuntamiento de Culiacán que presidía José Z. Espinoza, entonces presidente municipal, ahora con el nombre de Costa Rica, y el lema Tierra rica y fértil entre la sierra y la costa. 
Mediante el decreto n.º 12 emitido por el ayuntamiento de Culiacán el 9 de octubre de 1949, es promulgada como sindicatura. 
Es una población de importancia reciente en la historia de Sinaloa, que a partir de los años 80 le fue otorgado el rango de ciudad. 
La factoría que dio inicio a esta población ha desaparecido, trayendo problemas económicos entre las familias de los antiguos obreros, sin embargo sus pobladores han desarrollado actividades relacionadas con la agricultura, ganadería y el comercio, lo cual les ha permitido seguir contribuyendo al desarrollo de esta ciudad.

## Demografía
La sindicatura de Costa Rica cuenta con 28 239 habitantes según el censo 2020, lo cual la convierte en la segunda ciudad en importancia en el municipio de Culiacán, después de la capital.
| No. | Localidad        | Población |
| --- | ---------------- | --------- |
| 1   | Culiacán Rosales | 808 416   |
| 2   | Costa Rica       | 28 239    |
| 4   | El Diez          | 8427      |
| 5   | Quilá            | 5898      |

La población masculina es de 14 126 y la población femenina es de 14 113, de los cuales un 73 % son católicos, según el Inegi.
Costa Rica es la novena ciudad en importancia en el estado de Sinaloa, a pesar de no ser uno de los 20 municipios en el estado.
| No. | Localidad                                 | Población |
| --- | ----------------------------------------- | --------- |
| 1   | Culiacán Rosales                          | 808,416   |
| 2   | Mazatlán                                  | 441,975   |
| 3   | Los Mochis                                | 298,009   |
| 4   | Guasave                                   | 77,849    |
| 5   | Guamúchil                                 | 65,215    |
| 6   | Escuinapa                                 | 33,924    |
| 7   | Licenciado Benito Juárez (Campo Gobierno) | 33,496    |
| 8   | Navolato                                  | 30,796    |
| 9   | Costa Rica                                | 28,239    |
| 10  | Gabriel Leyva Solano                      | 25,157    |
| 11  | Juan José Ríos                            | 22,421    |